# Анні Вернон
Анні Вернон  (англ. Annie Vernon, 1 вересня 1982) — британська веслувальниця, олімпійська медалістка.

## Виступи на Олімпіадах
| Олімпіада  | Дисципліна     | Місце |
| ---------- | -------------- | ----- |
| Пекін 2008 | четвірка парна | 2     |